# 1922

## Събития
- 6 юли – Три български опозиционни партии се обединяват в коалицията Конституционен блок.
- ноември Мустафа Кемал наречен Ататюрк детронира Мехмед VI последният султан на Османската империя и премества столицата на Турция в Ангора (дн. Анкара)
- Създаден е ФК Баник Острава
- Основаване на СССР (Съюз на съветските социалистически републики).

## Родени
- Димитър Велинов, български военен деец († 1994 г.)
- Моше Дворецки, български актьор († 1988 г.)
- Соломана Канте, африкански писател († 1987 г.)
- 2 януари – Блага Димитрова, българска писателка († 2003 г.)
- 15 януари – Франц Фюман, немски писател († 1984 г.)
- 17 януари – Бети Уайт, американска актриса († 2021 г.)
- 19 януари – Христо Данов, български юрист († 2003 г.)
- 21 януари – Пол Скофийлд, британски актьор († 2008 г.)
- 25 януари – Невена Тошева, български режисьор († 2013 г.)
- 29 януари – Виктор Яшин, руски летец († 1952 г.)
- 2 февруари
  - Стоянка Мутафова, българска актриса († 2019 г.)
  - Ефтим Змията, български борец
- 3 февруари – Светослав Лучников, български юрист и политик († 2002 г.)
- 8 февруари
  - Юрий Авербах, руски шахматист († 2022 г.)
  - Ерика Буркарт, швейцарска поетеса, белетристка и есеистка († 2010 г.)
- 10 февруари – Арпад Гьонц, унгарски политик и президент на Унгария (1990 – 2000) († 2015 г.)
- 15 февруари
  - Божин Ласков, български футболист († 2007 г.)
  - Златка Асенова, български скулптор
- 19 февруари – Стефана Стойкова, български фолклорист († 2021 г.)
- 28 февруари – Юрий Лотман, руски семиотик († 1993 г.)
- 1 март – Ицхак Рабин, израелски политик, лауреат на Нобелова награда за мир през 1994 г. († 1995 г.)
- 5 март – Пиер Паоло Пазолини, италиански писател, режисьор, публицист († 1975 г.)
- 8 март – Сид Чарис, американска актриса и танцьорка († 2008 г.)
- 12 март – Джак Керуак, американски писател († 1969 г.)
- 16 март – Вела Пеева, българска партизанка († 1944 г.)
- 20 март – Карл Райнър, американски актьор, режисьор, продуцент и сценарист († 2020 г.)
- 30 март – Кунка Баева, българска актриса († 2007 г.)
- 4 април – Елмър Бърнстийн, американски композитор († 2004 г.)
- 9 април – Карл Амери, немски писател († 2005 г.)
- 13 април
  - Джон Брейн, британски писател († 1986 г.)
  - Джулиъс Ниерере, танзанийски политик († 1999 г.)
- 29 април – Лъчезар Аврамов, български политик († 2003 г.)
- 14 май – Франьо Туджман, хърватски политик († 1999 г.)
- 20 май – Куно Ребер, швейцарски писател († 1992 г.)
- 26 май – Стефан Груев, български журналист, писател и общественик († 2006 г.)
- 27 май – Кристофър Лий, английски актьор († 2015 г.)
- 30 май
  - Хал Клемънт, американски писател († 2003 г.)
  - Александър Матковски, историк от Република Македония († 1992 г.)
- 31 май – Денъм Елиът, британски актьор († 1992 г.)
- 3 юни – Ален Рене, френски режисьор († 2014 г.)
- 10 юни – Джуди Гарланд, американска актриса и певица († 1969 г.)
- 14 юни – Кевин Рош, ирландско-американски архитект († 2019 г.)
- 19 юни – Оге Нилс Бор, датски физик, Нобелов лауреат през 1975 г. († 2009 г.)
- 20 юни – Александър Сариевски, народен певец от Република Македония († 2002 г.)
- 1 юли – Стоян Стоянов, български психиатър († 1999 г.)
- 2 юли – Джей Сарно, американски предприемач († 1984 г.)
- 13 юли – Вълкана Стоянова, българска народна певица († 2009 г.)
- 18 юли – Томас Кун, американски философ и историк († 1996 г.)
- 20 юли – Ангел Солаков, български политик († 1998 г.)
- 26 юли – Джейсън Робардс, американски актьор († 2000 г.)
- 29 юли – Михаил Минин, поставил знамето на победата над Райхстага през 1945 († 2008 г.)
- 8 август – Алберто Гранадо, аржентински и кубински доктор, писател и учен († 2011 г.)
- 15 август – Карло Чипола, италиански икономист († 2000 г.)
- 22 август
  - Борислав Шаралиев, български кинорежисьор († 2002 г.)
  - Владимир Голев, български писател и поет († 2011 г.)
  - Йорданка Илиева, българска народна певица († 2003 г.)
  - Милош Копецки, чешки актьор († 1996 г.)
- 19 септември
  - Деймън Найт, американски писател († 2002 г.)
  - Емил Затопек, чешки лекоатлет († 2000 г.)
- 21 септември – Зако Хеския, български филмов режисьор († 2006 г.)
- 27 септември – Артър Пен, американски режисьор († 2010 г.)
- 17 октомври – Анжел Вагенщайн, български сценарист († 2023 г.)
- 22 октомври – Алекси Иванов, български политик и държавник († 1997 г.)
- 26 октомври – Спас Райкин, български историк († 2014 г.)
- 27 октомври – Джордж Смит, американски писател († 1996 г.)
- 31 октомври – Нородом Сианук, крал на Камбоджа († 2012 г.)
- 3 ноември – Георги Свежин, български поет († 2001 г.)
- 8 ноември – Кристиан Барнард, южноафрикански сърдечен хирург († 2001 г.)
- 11 ноември – Кърт Вонегът, американски писател-сатирист († 2007 г.)
- 14 ноември – Бутрос Бутрос-Гали, египетски политик и дипломат († 2016 г.)
- 15 ноември – Франческо Рози, италиански режисьор († 2015 г.)
- 16 ноември – Жузе Сарамагу, португалски писател, лауреат на Нобелова награда за литература през 1998 г. († 2010 г.)
- 26 ноември – Чарлс М. Шулц, американски карикатурист († 2000 г.)
- 3 декември – Свен Нюквист, шведски кинооператор († 2006 г.)
- 4 декември – Жерар Филип, френски актьор († 1959 г.)
- 19 декември – Николай Драганов, български писател († 1998 г.)
- 24 декември – Ава Гарднър, американска актриса († 1990 г.)
- 28 декември – Стан Лий, американски писател († 2018 г.)

## Починали
- 8 януари – Димитър Гешов, български военен деец
- 10 януари – Шигенобу Окума, Министър-председател на Япония
- 22 януари – Фредрик Байер, датски политик
- 24 януари – Атила Зафиров, български военен деец
- 1 февруари – Аритомо Ямагата, Министър-председател на Япония
- 10 февруари – Христо Матов, български революционер (р. 1872 г.)
- 4 март – Александър Людсканов, български политик
- 22 март – Михаил Греков, революционер и публицист
- 7 април – Атанас Шопов, български книжовник и дипломат
- 23 април – Леополд Маунтбатън,
- 29 април – Александър Бърнев, български военен деец
- 4 май – Крум Зографов, български революционер
- 6 май
  - Петър Ораховац, български лекар и общественик (р. 1857 г.)
  - Божидар Прокич, сръбски историк
- 21 май – Александър Греков, български политик (р. 1884 г.)
- 26 май – Ернест Солвей, белгийски химик
- 6 юни – Павел Христов, български революционер
- 4 август – Енвер паша, турски военачалник
- 22 август – Майкъл Колинс, ирландски революционер и държавник (р. 1890 г.)
- 8 септември – Леон Бона, френски художник
- 26 септември – Илия Дигалов, български революционер (р. 1890 г.)
- 1 ноември – Методий Кусев, български духовник
- 5 ноември – Любомир Весов, български революционер и поет (р. 1892 г.)
- 18 ноември – Марсел Пруст, френски писател (р. 1871 г.)
- 29 ноември – Илия Кушев, български офицер и революционер
- 4 декември – Димитър Вачов, български политик
- 16 декември
  - Габриел Нарутович, първи президент на Полша (р. 1865 г.)
  - Елиезер Бен Йехуда, еврейски лингвист

## Нобелови награди
- Физика – Нилс Бор
- Химия – Франсис Астън
- Физиология или медицина – Арчибалд Хил, Ото Майерхоф
- Литература – Хасинто Бенавенте
- Мир – Фритьоф Нансен

Вижте също:
- календара за тази година